# Верх-Анос
Верх-Анос (рос. Верх-Анос) — селище Чемальського району, Республіка Алтай Росії. Входить до складу Аносинського сільського поселення.
Населення — 25 осіб (2015 рік).